# Independence (Kansas)
Independence település az Amerikai Egyesült Államok Kansas államában, Montgomery megyében, melynek megyeszékhelye is. Lakosainak száma 8548 fő (2020. április 1.).

## Népesség
A település népességének változása:

| 2010 | 9 483 |
| 2020 | 8 548 |